# 耶特罗·威廉斯
耶特罗·达诺维奇·塞克塞尔·威廉斯（荷蘭語：Jetro Danovich Sexer Willems；1994年3月30日—）是一名拥有安地列斯血统的荷兰足球运动员，场上司职左后卫，現效力於荷甲球隊荷華高斯，也是荷兰国家足球队一员。

## 俱乐部生涯

### 鹿特丹斯巴达
威廉斯为荷乙球队鹿特丹斯巴达出场16次。2011年1月，威廉斯首次代表鹿特丹斯巴达披挂上阵，在荷乙联赛中对阵前進伊高斯（Go Ahead Eagles）。

### 埃因霍温
2011年8月31日，威廉斯转会荷甲球队埃因霍温，合同为期3年。 2011年10月23日，威廉斯在埃因霍温1比1战平維迪斯的比赛中首次代表球队在联赛中出场。次年4月22日，威廉斯打入他在荷甲联赛中的首粒入球，帮助球队以2比1战胜奈梅亨。
2011年11月3日，威廉斯首次在欧足联欧洲联赛中登场亮相。他在该赛事中为球队出场6次。

## 国家队生涯
2011年，威廉斯随荷兰U17国家队捧得歐洲U-17足球錦標賽桂冠。
2012年6月，威廉斯被荷兰队主帅范马尔维克召入国家队，征战2012年欧锦赛。在小组赛首场对阵丹麦的比赛中，18岁72天的威廉斯首发出场，成为欧洲杯历史上最年轻出场纪录的缔造者。同时，威廉斯也成为荷兰队出战欧洲杯赛事的最年轻国脚。

## 职业生涯统计
| 俱乐部       | 赛季    | 联赛 | 国内联赛 | 国内联赛 | 国内杯赛 | 国内杯赛 | 欧洲赛事 | 欧洲赛事 | 总计 | 总计 |
| 俱乐部       | 赛季    | 联赛 | 出场     | 进球     | 出场     | 进球     | 出场     | 进球     | 出场 | 进球 |
| ------------ | ------- | ---- | -------- | -------- | -------- | -------- | -------- | -------- | ---- | ---- |
| 鹿特丹斯巴达 | 2010–11 | 荷乙 | 13       | 0        | 0        | 0        | –        | –        | 13   | 0    |
| 鹿特丹斯巴达 | 2011–12 | 荷乙 | 3        | 0        | 0        | 0        | –        | –        | 3    | 0    |
| 鹿特丹斯巴达 | 总计    | 总计 | 16       | 0        | 0        | 0        | –        | –        | 16   | 0    |
| 埃因霍温     | 2011–12 | 荷甲 | 20       | 1        | 3        | 0        | 6        | 0        | 30   | 1    |
| 埃因霍温     | 总计    | 总计 | 36       | 1        | 3        | 0        | 6        | 0        | 36   | 1    |

## 荣誉

### 俱乐部
埃因霍温
- 荷兰杯冠军：2012

### 国家队
荷兰17岁以下国家足球队
- 歐洲U-17足球錦標賽冠军：2011